# Sörsåge damm
Sörsåge damm är en sjö i Tibro kommun i Västergötland och ingår i Göta älvs huvudavrinningsområde. Sjöns area är 0,023 kvadratkilometer och den befinner sig 136 meter över havet.